# Stare Czaple (województwo lubuskie)
Stare Czaple (do 1945 niem. Alt Tschöpeln) – wieś w Polsce położona w województwie lubuskim, w powiecie żarskim, w gminie Trzebiel.
W latach 1975–1998 miejscowość położona była w województwie zielonogórskim.

## Zabytki
Do wojewódzkiego rejestru zabytków wpisany jest:
- dwór nr 12, z 1778 roku.